# Hakama

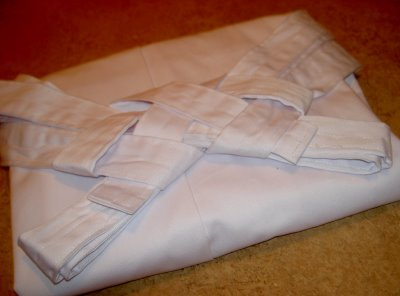
Vikt hakama

Hakama (袴) kallas den tudelade kjol, eller de vida byxor som samurajerna bar under feodaltiden i Japan. Hakama är ett ytterplagg som bärs utanpå kimono eller dogi.
Idag används hakama framförallt av budoutövare, till exempel inom aikido, kendo, iaido, jodo, kyudo och naginatado.
Hakaman användes av samurajerna, och de skapades för att man behövde byxor som passade då man red. De hade samma funktion som de läderchaps amerikanska cowboys senare uppfann, det vill säga som ett robust skyddsplagg över byxorna vid arbete på hästrygg. Eftersom läder var en sällsynthet på de japanska öarna använde man grovt tyg istället. Först senare blev hakama ett plagg även för finrummen och materialet ändrades därefter, till dyrbart silke. En sådan silkeshakama har ungefär samma ställning som högtidsdräkt (frack) i Europeisk kultur.
Hakama kan ha olika färger eller mönster, även om svart, indigo och vitt är de färger som oftast ses inom budo.
På hakama finns ett antal betydelsefulla veck. Det finns flera olika uppfattningar om hur många vecken är och vilka dygder de symboliserar. Säkert är i alla fall att det finns fem veck fram, och eventuellt ett eller två bak.
En vanligt förekommande uppfattning är att vecken symboliserar:
- Jin(仁): medkänsla
- Gi(義): heder
- Rei(礼): värdighet, etikett, respekt
- Chi(智): visdom
- Shin(真): ärlighet
- Chū(忠): lojalitet
- Kō (孝): fromhet, egentligen vördnad för föräldrar

Det finns dock inget stöd för att denna uppfattning skulle vara särskilt gammal. Att det finns fem veck på framsidan sägs vara signifikant för det asymmetriska i japansk estetik. En mer praktisk orsak kan vara att det extra vecket gör plagget något tyngre över höger ben, det ben som vid exempelvis fäktning skjuts framåt och uppåt vid attack. Därmed skulle risken minska för att man snavar på sin egen hakama.